# Снітко Андрій Володимирович
Андрі́й Володи́мирович Снітко́ (25 січня 1996, Гораймівка, Маневицький район Волинської області — 20 серпня 2014, Іловайськ, Донецька область) — український вояк батальйону «Азов». Герой України.
Героїчно загинув, накривши своїм тілом ворожу гранату, під час бою за Іловайськ 20 серпня 2014 у віці 18 років. Своєю смертю врятував життя двом бойовим побратимам.

## Життєпис
Андрій Снітко народився 25 січня 1996 року в селі Гораймівка Маневицького району. Його самотужки виховувала мама і померла, коли Андрійкові було 11. Хлопчика забрала у свою сім'ю жінка з Маневичів Раїса Халик.
Здобувати освіту почав у Гораймівській школі; після 5 класу перевівся до Маневицької школи № 1, яку закінчив у 2007 р. У 2013 р. вступив до Східноєвропейського національного університету імені Лесі Українки в Інститут фізичної культури і здоров'я. Але провчитися повноцінно вдалося лише кілька місяців.
Зиму 2013—2014 років провів на Майдані в Києві, разом з одногрупником Сергієм Денисюком брав активну участь у Революції гідності. Із початком російсько-української війни ходив у військкомати з проханням його мобілізувати, але діставав відмову, оскільки йому на той час щойно виповнилося 18 років.
У травні 2014 року вступив до батальйону «Азов» у Києві, обрав позивний Хома. Брав участь у визволенні Маріуполя.
Учасник боїв за Іловайськ. 20 серпня 2014 року він на чолі трійки бійців потрапив у засідку під час зачистки будинку. У бік бійців кинули гранату, яку він накрив своїм тілом. Помер, врятувавши від смерті двох інших бійців. Тоді ж поліг молодший сержант Аксененко Олег Олександрович.
23 серпня в Луцькому кафедральному Свято-Троїцькому соборі відбувся заупокійний молебень за 18-річним Андрієм Снітком. Згодом труну з останками Андрія доправили в Маневичі, де він жив останні роки. Його могила — на видному місці при вході на кладовище.

## Нагороди

### Державні
- Звання Герой України з удостоєнням ордена «Золота Зірка» (21 листопада 2016, посмертно) — за особисту мужність і героїзм, виявлені у захисті державного суверенітету та територіальної цілісності України, самовіддане служіння Українському народу[2].

### Недержавні
- нагороджений відзнакою «Народний Герой України» (посмертно) Указом № 14 від 26 березня 2016 року[3].

## Вшанування пам'яті
- 25 січня 2015 року в смт Маневичі відкрито меморіальну дошку на школі, в якій він навчався. І названо в його честь школу[4][5]
- Вшановується 20 серпня на щоденному ранковому церемоніалі вшанування українських захисників, які загинули цього дня в різні роки внаслідок російської збройної агресії[6]
- Його портрет розміщений на меморіалі «Стіна пам'яті полеглих за Україну» в Києві: секція 3, ряд 4, місце 4.
- Рішенням сесії Маневицької селищної ради від 18 грудня 2015 року № 3/5 на честь Андрія Снітка перейменовано вулицю у смт Маневичі.